# Informations- und Kommunikationsdienste-Gesetz
Das Gesetz zur Regelung der Rahmenbedingungen für Informations- und Kommunikationsdienste (kurz Informations- und Kommunikationsdienste-Gesetz – IuKDG) war ein Artikelgesetz der Bundesrepublik Deutschland, das am 22. Juli 1997 verabschiedet wurde und zum 1. August 1997 bzw. zum 1. Januar 1998 in Kraft trat. Es sollte einheitliche Rahmenbedingungen für die verschiedenen Nutzungsmöglichkeiten der elektronischen Informations- und Kommunikationsdienste schaffen und damit – zusammen mit anderen Regelungen, z. B. dem Staatsvertrag über Mediendienste der Bundesländer – die Internetentwicklung seit Anfang der 1990er Jahre rechtlich nachvollziehen. In der Öffentlichkeit wurde das Gesetz auch als Multimediagesetz bezeichnet.
Schwerpunktmäßig beinhaltete das Artikelgesetz drei neue Gesetze, nämlich das Teledienstegesetz (Artikel 1), das Gesetz über den Datenschutz bei Telediensten (Artikel 2) sowie das Gesetz zur digitalen Signatur (Artikel 3). Das Teledienstegesetz und das Gesetz über den Datenschutz bei Telediensten wurden 2007 aufgehoben; Nachfolgeregelungen finden sich im Telemediengesetz. Eine Neufassung des Signaturgesetzes wurde 2001 verkündet.
Neben den drei neuen Gesetzen enthielt das IuKDG in den Artikeln 4 bis 9 auch Änderungen bestehender Gesetze (Strafgesetzbuch, Gesetz über Ordnungswidrigkeiten, Gesetz über die Verbreitung jugendgefährdender Schriften, Urheberrechtsgesetz, Preisangabengesetz, Preisangabenverordnung).